# Jewgeni Walerjewitsch Borissow
Jewgeni Walerjewitsch Borissow (russisch Евгений Валерьевич Борисов, engl. Transkription Yevgeniy Borisov; * 7. März 1984 in Klimowsk, Oblast Moskau) ist ein russischer Hürdenläufer, der sich auf die 110-Meter-Distanz spezialisiert hat.
Bei den Leichtathletik-Europameisterschaften 2006 in Göteborg schied er im Vorlauf aus. 
2008 gewann er Bronze über 60 Meter Hürden bei den Hallenweltmeisterschaften in Valencia und qualifizierte sich für die Olympischen Spiele in Peking, bei denen er aber nicht über die erste Runde hinauskam.
2009 wurde Borissow bei den Halleneuropameisterschaften in Turin über 60 Meter Hürden Fünfter und erreichte bei den Weltmeisterschaften in Berlin das Halbfinale.
2010 wurde er über 60 Meter Hürden Vierter bei den Hallenweltmeisterschaften in Doha.
Jewgeni Borissow wird von Igor Arabadschew trainiert und startet für den Verein Dinamo.

## Doping
Ende Januar 2018 gab der Leichtathletik-Weltverband IAAF bekannt, dass Borissow auf Grund einer positiven Dopingprobe während der Weltmeisterschaften 2009 in Berlin vom 20. August 2009 bis 19. August 2011 disqualifiziert wurde und vom 29. September 2017 bis 28. September 2019 gesperrt ist.

## Persönliche Bestzeiten
- 50 m Hürden (Halle): 6,44 s, 10. Februar 2009, Liévin (russischer Rekord)
- 60 m Hürden (Halle): 7,44 s, 16. Februar 2008, Moskau (russischer Rekord)
- 110 m Hürden: 13,55 s, 10. Juli 2008, Moskau